# 1471
Năm 1471 là một năm trong lịch Julius.

## Sự kiện
- Chiến tranh Việt–Chiêm, Đại Việt chiến thắng, Chiêm Thành bị chia làm 3 nước và 1 phần sáp nhập vào lãnh thổ Đại Việt.